# Okamoto Hideya
Okamoto Hideya (岡本 英也 Okamoto Hideya, sinh ngày 18 tháng 5 năm 1987 ở Sakai, Osaka) là một cầu thủ bóng đá người Nhật Bản hiện tại thi đấu cho Renofa Yamaguchi.

## Thống kê sự nghiệp câu lạc bộ
Cập nhật đến ngày 23 tháng 2 năm 2017.
| Câu lạc bộ          | season              | Giải vô địch | Giải vô địch | Cúp     | Cúp       | Cúp Liên đoàn | Cúp Liên đoàn | AFC     | AFC       | Tổng    | Tổng      |
| Câu lạc bộ          | season              | Số trận      | Bàn thắng    | Số trận | Bàn thắng | Số trận       | Bàn thắng     | Số trận | Bàn thắng | Số trận | Bàn thắng |
| ------------------- | ------------------- | ------------ | ------------ | ------- | --------- | ------------- | ------------- | ------- | --------- | ------- | --------- |
| Gamba Osaka         | 2006                | 0            | 0            | 0       | 0         | 0             | 0             | 0       | 0         | 0       | 0         |
| Gamba Osaka         | 2007                | 0            | 0            | 0       | 0         | 0             | 0             | –       | –         | 0       | 0         |
| Gamba Osaka         | 2008                | 3            | 0            | 0       | 0         | 0             | 0             | 1       | 0         | 4       | 0         |
| Avispa Fukuoka      | 2009                | 35           | 5            | 1       | 0         | –             | –             | –       | –         | 36      | 5         |
| Avispa Fukuoka      | 2010                | 35           | 3            | 4       | 1         | –             | –             | –       | –         | 39      | 4         |
| Avispa Fukuoka      | 2011                | 30           | 8            | 2       | 1         | 2             | 0             | –       | –         | 34      | 9         |
| Kashima Antlers     | 2012                | 5            | 0            | 1       | 1         | 3             | 1             | –       | –         | 9       | 2         |
| Albirex Niigata     | 2013                | 27           | 6            | 2       | 0         | 5             | 3             | –       | –         | 34      | 9         |
| Albirex Niigata     | 2014                | 32           | 1            | 2       | 2         | 5             | 0             | –       | –         | 39      | 3         |
| Oita Trinita        | 2015                | 9            | 0            | –       | –         | –             | –             | –       | –         | 9       | 0         |
| Fagiano Okayama     | 2015                | 9            | 1            | 1       | 0         | –             | –             | –       | –         | 10      | 1         |
| Fagiano Okayama     | 2016                | 4            | 0            | –       | –         | –             | –             | –       | –         | 4       | 0         |
| Renofa Yamaguchi    | 2016                | 10           | 0            | 0       | 0         | –             | –             | –       | –         | 10      | 0         |
| Tổng cộng sự nghiệp | Tổng cộng sự nghiệp | 199          | 24           | 13      | 5         | 15            | 4             | 1       | 0         | 228     | 33        |

## Danh hiệu
Gamba Osaka
- Giải vô địch bóng đá các câu lạc bộ châu Á (1): 2008

Kashima Antlers
- J. League Cup (1): 2012
- Giải bóng đá vô địch Suruga Bank (1): 2012